# Južni ocean
Júžni oceán, poznan tudi kot Antárktični oceán obsega najjužnejše vode Svetovnega oceana, ki so običajno označene južno od 60. južnega vzporednika in obkrožajo Antarktiko.  Kot tak velja za drugi najmanjši od petih glavnih oceanskih oddelkov: manjši od Tihega, Atlantskega in Indijskega oceana, vendar večji od Arktičnega oceana. V zadnjih 30 letih je bil Južni ocean podvržen hitrim podnebnim spremembam, ki so povzročile spremembe v morskem ekosistemu.
Vanj spadajo naslednja robna morja:
- Amundsenovo morje
- Bellingshausnovo morje
- Davisovo morje
- D'Urvillovo morje
- Kooperacijsko morje
- Kozmonavtovo morje
- Lazarevovo morje
- Mawsonovo morje
- Riiser-Larsenovo morje
- Rossovo morje
- Somovo morje
- Škotsko morje
- Weddellovo morje

Na svojih potovanjih v 1770 letih je James Cook dokazal, da vode zajemajo južne zemljepisne širine sveta. Od takrat se geografi ne strinjajo glede severne meje ali celo obstoja Južnega oceana, saj so vode namesto tega obravnavali kot različne dele Tihega, Atlantskega in Indijskega oceana. Vendar pa so po besedah predsednika Mednarodne hidrografske organizacije (IHO) Johna Leecha nedavne oceanografske raziskave odkrile pomen južne cirkulacije, izraz Južni ocean pa je bil uporabljen za opredelitev vodnega telesa, ki leži južno od severne meje tega območja. To ostaja sedanja uradna politika IHO, saj revizija njenih opredelitev leta 2000, vključno z Južnim oceanom, kot vodami južno od 60. vzporednika, še ni bila sprejeta. Drugi gledajo na sezonsko nihajočo konvergenco Antarktike kot na naravno mejo. V tem oceanskem območju se hladne, severno usmerjene vode z Antarktike mešajo s toplejšimi podantarktičnimi vodami.
Največjo globino Južnega oceana je z uporabo opredelitve, da leži južno od 60. vzporednika, v začetku februarja 2019 pregledala ekspedicija petih globin. Enota večžarkovnega sonarja odprave je identificirala najglobljo točko na 60° 28' 46"J, 025° 32 '32" W, z globino 7434 m. Vodja odprave in glavni podvodni pilot Victor Vescovo je predlagal, da se ta najgloblja točka v Južnem oceanu poimenuje "Factorian Deep", ki temelji na imenu podvodnega plovila DSV Limiting Factor, v katerem je prvič uspešno obiskal dno 3. februarja 2019.